# 苏门莎属
苏门莎属 (学名：Sumatroscirpus) 是莎草科莎草亚科苏门莎族下的的唯一属，为多年生草本植物，共4种，分布于中国的四川和云南省，以及缅甸、苏门答腊和越南等地。

## 形态特征
具有纤细的匍匐根状茎。该属植物的茎呈圆柱形至钝三棱形。叶子基生和茎生，叶鞘与叶片同色或呈红色。总苞为叶状或鳞片状，花序由5至多个小穗组成，呈伞房花序或复伞房花序。
该属植物的分枝先于叶片生长，且每个分枝都具有可育能力。鳞片呈螺旋状排列或假二列排列，所有鳞片均可育。花为两性，具有三枚雄蕊和三裂柱头，花柱基部宿存。果实为三棱形或双凸型的小坚果，果实下方有六根刚毛。

## 下属物种
该属植物有：
- Sumatroscirpus junghuhnii (Miq.) Oteng-Yeb.
- Sumatroscirpus minor (Kük.) Lév.-Bourret & J.R.Starr
- 高山苏门莎 Sumatroscirpus paniculatocorymbosus (Kük.) Lév.-Bourret & J.R.Starr
- 岩生苏门莎 Sumatroscirpus rupestris Lév.-Bourret & J.R.Starr